# Corrie ten Boom
Corrie ten Boom (ur. 15 kwietnia 1892 w Haarlem, zm. 15 kwietnia 1983) – holenderska działaczka chrześcijańska, członkini Holenderskiego Kościoła Reformowanego, pisarka ewangelikalna, zasłużona w dziele ratowania Żydów podczas niemieckiej okupacji Niderlandów w czasie II wojny światowej, wyróżniona tytułem „Sprawiedliwy wśród Narodów Świata”.

## Życiorys
Jej ojciec był znanym zegarmistrzem, ona sama została pierwszą kobietą w Niderlandach, która uzyskała licencję zegarmistrza. Jej brat Willem był duchownym Holenderskiego Kościoła Reformowanego zajmującego się misją wśród Żydów. W trakcie swej działalności badał historię antysemityzmu i w latach 30. założył dom opieki dla osób starszych, do którego przyjmował Żydów uchodzących przed II wojną światową z Niemiec hitlerowskich. Po wkroczeniu Niemców do Holandii rodzina ten Boom zaangażowała się w ruch oporu. Corrie wraz z ojcem i siostrą Betsie ukrywały Żydów w domu w Haarlem. Mimo przeszukań dokonywanych przez Gestapo, ukrywani nie zostali wykryci. Niezależnie od tego  w 1944 Corrie została aresztowana wraz z innymi działaczami podziemia. Po pobycie w kilku więzieniach we wrześniu została osadzona wraz z siostrą Betsie w niemieckim obozie koncentracyjnym Ravensbrück, gdzie w grudniu 1944 Betsie zmarła. Corrie została zwolniona z obozu pod koniec grudnia 1944. Na początku 1945 powróciła do rodzinnej miejscowości.
Odznaczona Krzyżem Rycerskim Orderu Oranje-Nassau w 1962.
W 1967 z tytułu pomocy prześladowanym Żydom została uznana przez Instytut Yad-Vashem za „Sprawiedliwą wśród Narodów Świata”.
Doświadczenia z okresu wojny wykorzystywała w trakcie swojej szerokiej działalności powojennej. Została ewangelistką, mówcą konferencyjnym, komentatorem społecznym, opiekunem więźniów. Należała do oponentów wojny wietnamskiej.
Została autorką wielu książek, w tym najbardziej znanej The Hiding Place (w wersji polskiej: Bezpieczna kryjówka), na podstawie której powstał film fabularny pod tym samym tytułem.

## Książki tłumaczone na język polski
- Listy z więzienia : jedyny kontakt ze światem zewnętrznym, tłum. Monika Hartman (2016)
- Zadziwiająca miłość : prawdziwa opowieść o potędze przebaczenia, tłum. Monika Hartman (2014)
- Bezpieczna kryjówka, tłum. Konstanty Wiazowski (2014)[5].
- Boży włóczęga, tłum. Kesja Gaweł (2012)